# Freeman (Maine)
Freeman ist eine unincorporated community im Unorganized Territory East Central Franklin, im Franklin County des Bundesstaates Maine in den Vereinigten Staaten.
Freeman liegt zentral im Franklin County. Mit einem weiteren Township wurde dieses Gebiet vom Bundesstaat Massachusetts als Grant den Opfern des Brandes von Portland gegeben, als dieses im Amerikanischen Unabhängigkeitskrieg durch die Briten in Brand gesteckt wurde. Die ursprüngliche Bezeichnung für dieses Gebiet lautete Township No. 3, Second Range North of Plymouth Claim, West of Kennebec River (T3 R2 NPC WKR). Später wurde das Gebiet als Little River Plantation organisiert.
Am 4. März 1808 wurde das Gebiet als Town organisiert und bekam den Namen Freeman, nach Samuel Freeman aus Portland, einem der Haupteigentümer des Gebietes. 1937 wurde die Town deorganisiert und Freeman ging als unincorporated community in dem Gebiet East Central Franklin auf.
Ein Quellfluss des Sandy River, ein Nebenfluss des Kennebec Rivers, entspringt auf dem Gebiet und fließt in südliche Richtung.
In Freeman wurde 2011 der Barn on Lot 8, Range G unter Denkmalschutz gestellt und  unter der Register-Nr. 11000581 ins National Register of Historic Places aufgenommen.